# Statua di Chopin (Varsavia)
La statua di Chopin è una statua in bronzo eretta in memoria di Fryderyk Chopin realizzata da Wacław Szymanowski e situata nella parte superiore del parco Łazienki di Varsavia.
Fu progettata nel 1907 da Szymanowski, inizialmente doveva essere inaugurata in occasione del centenario della nascita di Chopin, nel 1910, ma la sua fabbricazione fu rimandata per via di alcune polemiche sorte riguardo al progetto e anche a causa dello scoppio della prima guerra mondiale. La statua fu infine eretta nel 1926.

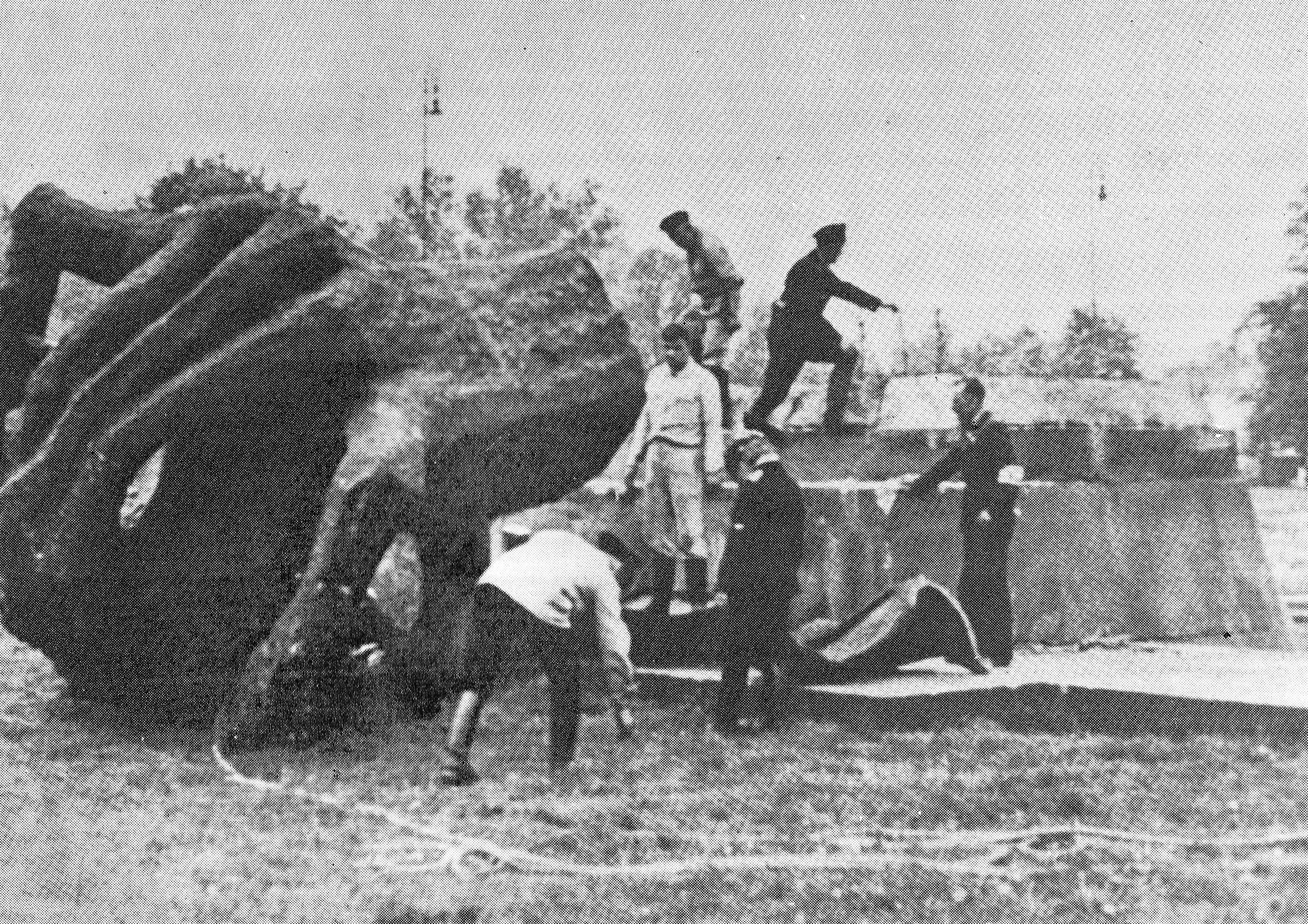
La statua distrutta dai tedeschi nel 1940

La statua fu fatta esplodere il 31 maggio 1940 durante la seconda guerra mondiale, e fu il primo monumento di Varsavia distrutto durante l'occupazione della Polonia.
Il piedistallo e il basamento, realizzati dal professor Oskar Sosnowski, sono in pietra arenaria rossa.
Lo stampo originale della statua, sopravvissuto alla guerra, rese possibile la ricostruzione del monumento, che fu collocato sul precedente sito nel 1958. Dal 1959, tutte le domeniche estive vengono eseguite, ai piedi della statua, delle performance gratuite delle composizioni di Chopin.
La statua di Szymanowski fu il monumento dedicato a Chopin più alto del mondo e tale rimase fino all'inaugurazione, il 3 marzo 2007, di un bronzo modernista più alto collocato a Shanghai, in Cina.